# Gare de Béjaïa
Pour les articles homonymes, voir Béjaïa (homonymie).
La gare de Béjaïa est une gare ferroviaire algérienne située sur le territoire de la commune de Béjaïa, dans le wilaya de Béjaïa.
Elle est située en contrebas de la ville historique à proximité du port marchand.

## Situation ferroviaire
La gare de Béjaïa est le terminus de la ligne de Beni Mansour à Béjaïa, où elle est précédée de la gare de Oued Ghir.

## Service des voyageurs

### Desserte
La gare de Béjaïa est desservie par les trains régionaux des liaisons Alger - Béjaïa et Beni Mansour - Béjaïa.